# Ruby (pistola)
La Gabilondo y Urresti "Ruby" o Ruby Model 1914 è una pistola semiautomatica, probabilmente la più famosa tra le molte usate dalle forze armate francesi nella prima guerra mondiale, e meglio conosciuta come Pistolet Automatique de 7 millim.65 genre "Ruby". Fu realizzata sulla base della pistola FN M1903, prodotta dalla Fabrique Nationale de Herstal ed a sua volta derivazione della Colt M1903 Pocket Hammerless progettata da John Browning. La "Ruby" fu prodotta principalmente dalla spagnola Gabilondo y Urresti.

## Storia
Intorno al 1905, molti produttori spagnoli avevano copiato le pistole semiautomatiche di John Browning, quali le Colt M1903 Pocket Hammerless, la FN M1903 e la FN M1906, camerate per la cartuccia 7,65 × 17 mm Browning (.32 ACP). Si trattava di copie semplificate con caricatore da sei o sette colpi, come la "Victoria", prodotta fin dal 1911 da Esperanza y Unceta e derivata dalla Colt M1903, ma che incorporava caratteristiche originali brevettate dall'azienda stessa e da Pedro Careaga Garagarza, quali ad esempio la sicura spostata anteriormente tra guancetta e grilletto ed il percussore interno invece del cane esterno. Nel 1915 la "Gabilondo y Urresti" di Eibar registrò una robusta pistola derivata dalla "Victoria", sempre in calibro 7,65 × 17 mm Browning ma, diversamente dalle armi coeve, con caricatore da nove colpi invece dei soliti sei o sette. Era nata così la "Ruby", destinata all'esportazione nel continente americano e, nonostante il piccolo calibro, era pensata per impieghi militari e di polizia.
Lo scoppio della prima guerra mondiale colse le forze armate francesi ancora senza una pistola semiautomatica, mentre la produzione del revolver St. Etienne 1892 (appaltata anche ad impianti spagnoli), non teneva testa alle necessità della guerra di trincea. Oltre a rispolverare i vecchi revolver St. Etienne 1873, la Francia, non potendo attingere alle ottime industrie armiere del Belgio occupato, si rivolse ai produttori statunitensi, acquistando 27.000 semiautomatiche Savage Model 1907, ma i costi elevati e le difficoltà di trasporto attraverso l'Atlantico spinsero infine i transalpini a rivolgersi alle fabbriche d'armi spagnole, concentrate nella conca del Deba, nei Paesi Baschi.
La "Ruby", proposta dalla Gabilondo y Urresti, dopo due serie di test, venne rapidamente ritenuta idonea all'armamento dell'Armée de terre. Nel maggio 1915 la ditta si aggiudicò un contratto per la fornitura di 10.000 armi al mese, elevata nell'agosto successivo a 30.000 pezzi mensili, ciascuno comprensivo di tre caricatori, controllate poi dalla Direzione d'Artiglieria a Bayonne. Per far fronte alle richieste, la Gabilondo y Urresti si associò inizialmente con altre quattro aziende della zona, passate poi, con l'aumentare degli ordinativi anche da parte dell'Italia, a più di 50 diverse imprese, con ovvie conseguenze negative sulla standardizzazione della qualità e delle rifiniture.
Anche il Regio Esercito infatti, alla sua entrata in guerra contro l'Austria-Ungheria, doveva far fronte ad una carenza di armi corte e, per integrare le forniture nazionali di revolver Bodeo Mod. 1889 e semiautomatiche Glisenti Modello 1910, si rivolse alle industrie spagnole. Oltre a produrre su licenza copie della Bodeo, furono acquistati lotti di "Orbea Hermanos Mod. 1914" (importato dalla Tettoni di Brescia come Tettoni Mod. 1916), della "Victoria Mod. 1911" e soprattutto di pistole "Ruby".
Nel frattempo cambiava il nome della ditta produttrice: nel 1914 in Gabilondo, Urresti y Cia, poi ancora nel 1920 in Gabilondo y Cia ed infine nel 1932 in LLAMA, Gabilondo y Cia.
Alla fine della Grande Guerra, le 588.000 armi rimaste, oltre ad equipaggiare la Gendarmerie nationale e la Police nationale (fino al 1945) guardie forestali (fino agli anni '80) e municipali francesi, il personale doganale e quello coloniale, rimasero in dotazione all'esercito durante la seconda guerra mondiale, affiancando le moderne MAS Mod. 1935, e durante le guerre coloniali in Indocina ed Algeria. Nel 1919 10.000 armi dismesse furono vendute alla Finlandia, dove erano conosciute come M/19, mentre 5.000 andarono alla Serbia e, tra il 1931 ed il 1933, fu acquistata anche dalla Jugoslavia come Pistolj 7,65 mm/VTZ 1933. Dopo la resa della Francia nel 1940, grandi quantitativi di "Ruby" andarono ai tedeschi, che la ridenominarono Pistole 624 (f) 7.65mm, ed agli italiani, che le relegarono alle armerie fino a che il caos conseguente all'8 settembre ne fece finire grandi quantità nelle mani dei partigiani.

## Tecnica
L'impugnatura, poco inclinata, con guancette di legno fissate da due viti ciascuna, ospita il caricatore da 9 colpi. Sul lato sinistro del castello, tra la guancetta ed il grilletto, è posizionata la sicura a due posizioni, feu (fuoco) e sur (sicura), che quando inserita blocca il carrello in apertura e che funziona anche da chiavistello di smontaggio. La canna è solidale con il castello grazie a quattro tenoni fresati sotto alla camera di cartuccia, mentre la chiusura è a massa battente, assicurata dal carrello e dalla relativa molla di recupero, posta inferiormente. Il carrello presenta a destra la finestra d'espulsione e superiormente la tacca di mira ed il mirino. Internamente invece presenta sulla sinistra una fresatura destinata ad accogliere i tenoni della canna per poterla ruotare e procedere allo smontaggio. Posteriormente ospita il percussore e la sua molla e presenta uno spazio fresato per consentire al cane interno di andare a colpire la testa del percussore stesso.

## Pregi e difetti
L'uso della "Ruby" è molto intuitivo, anche per personale poco addestrato. Dal punto di vista tecnico, la leva di blocco del carrello che funge anche da sicura e da chiavistello di smontaggio rappresenta una soluzione semplice e funzionale, mentre le dimensioni ridotte e la grande (per il tempo) capacità del caricatore la resero popolare come arma di riserva per le truppe coinvolte nella guerra di trincea e come arma d'ordinanza per gli specialisti quali telefonisti, barellieri, mitraglieri, carristi e personale di seconda linea. Il calibro relativamente debole se da una parte rende il rinculo ben gestibile ed il tiro preciso, dall'altra rappresenta uno dei principali punti deboli della pistola, a causa del ridotto potere d'arresto.
La presenza di una sola sicura ed il cane interno, non visibile, rendono pericoloso il porto con colpo in canna e cane armato. Nei primi modelli inoltre, la sicura spesso si disinseriva al momento dell'estrazione da fondine particolarmente strette.
Il grande numero di aziende subappaltatrici rendeva molto difficile il controllo della qualità, con differenze anche notevoli sia estetiche che di affidabilità tra una ditta e l'altra. Con il passare degli anni, la Ruby diventò famosa per la mancanza di standardizzazione delle parti tra i diversi produttori, con conseguente non intercambiabilità dei pezzi di ricambio che hanno reso queste pistole difficili da mantenere.

## Utilizzatori
- Belgio
- Finlandia
- Francia
- Germania
- Grecia
- Italia
- Polonia
- Romania
- Spagna
- Jugoslavia

## In letteratura
La "Astra", una copia della "Ruby" prodotta per gli alleati dalla Esperanza y Unceta durante la Grande Guerra, era l'arma da fianco d'ordinanza del Frederic Henry, protagonista di Addio alle armi di Ernest Hemingway, ampiamente basato sull'esperienza dell'autore stesso sul fronte italiano.